# 장려화

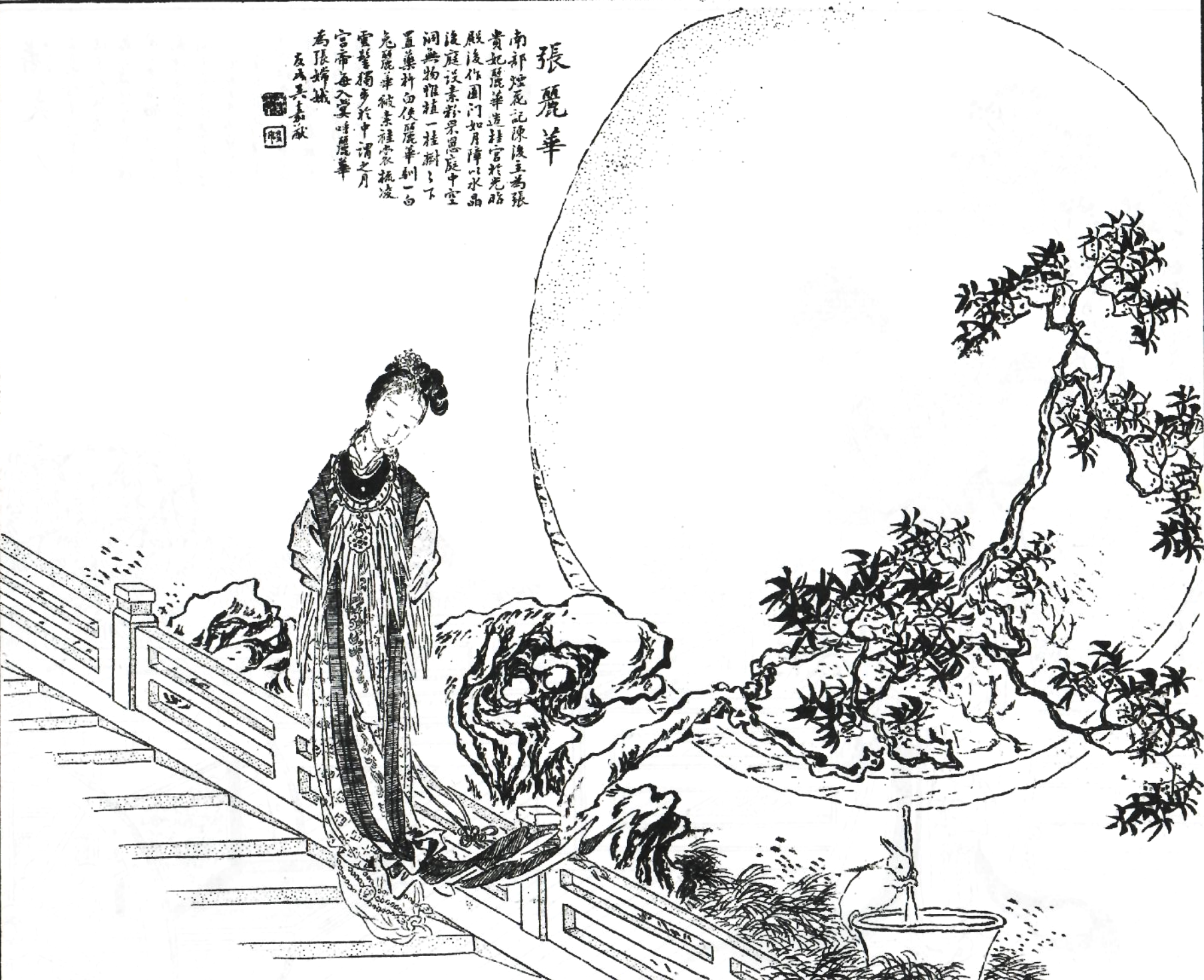
장려화 초상화

장려화(張麗華, 559년 ~ 589년)는 중국 남북조 시대 남진의 후궁이다. 582년부터 589년까지 진숙보의 배우자로 재위하였다. 남진의 후궁 귀비 장씨(貴妃 張氏)로 불리기도 한다.

## 생애
장려화는 559년 병가(兵家)의 딸로 태어났다. 진숙보가 태자가 되면서 귀빈 공 씨의 시녀로 궁에 들어가게 되었고, 582년 진숙보가 태자로 직위 한 이후 귀비로 책봉되었다. 
미모가 어찌나 뛰어났는지 장려화는 머리카락이 칠척이나 되었으며, 검기가 칠흑과 같고, 밝기는 물건을 비출 수 있을 정도였다고 한다. 그녀의 얼굴은 아침 아지랑이 같았다(面若朝霞). 피부는 백설과 같고, 눈은 추수와 같고, 눈썹은 먼 산과 같으며, 매번 바라볼 때는 빛이 눈에서 넘쳐났고 좌우에 비추었다. 자주 결기각 위에 기대고 있으면 선녀가 인간세상에 하강한 것 같았다라고 한다.
장려화의 미모 때문인지 장려화를 향한 진숙보의 총애는 대단하였는데, 심지어는 조정에서 대신들과 하는 조회에서 자신의 무릎에 앉히고 참여했다고 한다. 이러한 총애로 장려화는 아들 진심(陳深)을 낳았다.
그 당시 황후였던 심무화를 향했던 총애보다 장려화를 향한 총애가 더 컸기 때문에 심무화가 양아들로 키운 진윤의 태자 자리는 장려화 소생인 진심에게로 넘어갔다. 
진숙보는 장려화 이외에도 황후를 제외한 다른 후궁들을 총애하여 점차 정사를 멀리하였고, 진나라의 정사는 장려화가 결정하였다. 심지어 황후인 심무화를 내치고 장려화를 황후로 세우려고 했었지만 수나라에 의해 멸망되면서 성사되지는 못했다.
정명 3년(589년) 수나라 군대가 입성하자 진숙보와 함께 숨었다가 수군에게 참살되었다.